# 吹夢巨人
《吹梦巨人》（英語：The BFG，意思為）是英國作家罗尔德·达尔 （Roald Dahl，1916年9月13日—1990年11月23日）于1982年创作的童话故事。它是达尔1975年作品《丹尼，世界冠軍》（Danny, the Champion of the World）的扩展。达尔将这本书献给自己于1962年因亞急性硬化性全腦炎病逝的女儿奥莉薇亚（Olivia Dahl）。

## 改編作品
- 《吹夢巨人（英语：The BFG (1989 film)）》（1989年動畫電影）
- 《吹夢巨人》[2]（2016年電影）